# 巴黎第一大学
巴黎第一大学（法語：Université Paris I - Panthéon-Sorbonne），亦稱先賢祠-索邦大學（Université Panthéon-Sorbonne），法國在地稱索邦（La Sorbonne）。在1968年後从巴黎大學分立，1971年正式成立。目前全校共26個校區，分成3個學院，計14個學系及9個研究中心。全校學生人數約4萬多人。该大学传承法國精英教育传统，发展成为具有国际影响力的欧洲重要学术中心，以其卓越的教育品質和领先的研究水準跻身世界一流综合性大学之列。

## 历史发展
巴黎第一大學前身為索邦神学院，建于13世纪。巴黎大學造就了一批世界頂尖的專家學者，如包括居里夫人在內的八位諾貝爾獎獲得者。
1971年五月風暴後，为了改革大学教育品質，法国政府在巴黎大学的基础上分成13所大学，沿用“索邦”的名字之大學為巴黎第一大学（先贤祠-索邦大学）、巴黎第三大学（新索邦大学）和巴黎第四大学（巴黎-索邦大学）。

## 領域特色
该校是一所以人文學、社會科學、法律及管理學为主的大学，在学术界有着重要影响，为法国的学术、行政、司法、企业等方面培养了大批优秀的人才。该校的经济管理領域，尤其是企管、金融、国际贸易等专业，在法国与巴黎第九大学一起是唯一能够参加法国媒体对高等商業學院排名的公立大学。该校的第三阶段的文凭种类繁多、領域独特，主管教授也往往是学术界的重量级人物。
巴黎第一大学负责管理法国最大的资料资源中心之一，包括拥有近300万册藏书的索邦图书馆。巴黎第一大学享用着法国大学遗产中部分最负盛名的建筑物；学校一直在巴黎市中心拉丁区拥有一个庞大的主校区，并从60年代起逐渐在巴黎市区范围内扩建发展。
该大学现有3个学院和14个教学与研究单位（UFR），学生約40,000多人。学校有1,100名教师和研究员，此外还有200多名从事国家大型研究机构的研究员以及150名工程师、行政人员及技术员，形成68个受公认的研究团队。学校与英国牛津大学、瑞士日内瓦高级国际关系及发展学院、美国的哥伦比亚大学、康奈尔大学等有合作关系和交换学生计划。

## 排名
根据2025年QS世界大学排名：
- 世界大學總體排名第283名
  - 區域大學（西歐）總體排名第43名
  - 永續大學排名第465名
  - 藝術與人文學領域全球排名第15名（非英語系國家排名第一）
- 學科排名（世界前100名）：
  - 考古學全球排名第15名
  - 歷史學全球排名第19名
  - 法律學全球排名第20名
  - 發展研究全球排名第25名
  - 哲學全球排名第32名
  - 地理學全球排名第34名
  - 人類學全球排名第46名
  - 現代語言學全球排名第50名
  - 經濟學全球排名第60名
  - 政治學全球排名第66名
  - 社會學全球排名第79名
  - 金融學全球排名第93名

## 院系
- 經濟與管理學院（Sciences Économiques et de Gestion）
  - 經濟學系（UFR 02 - Économie）
  - 管理與企業經濟學系（UFR 06 - Gestion & économie d'entreprise）
  - 數學與資訊學系（UFR 27 - Mathématiques & informatique）

- 藝術與人文科學學院（Arts & Sciences Humaines）
  - 藝術史與考古學系（UFR 03 - Histoire de l'art et Archéologie）
  - 造形藝術與藝術學系（UFR 04 - Arts plastiques & sciences de l'art）
  - 地理學系（UFR 08 - Géographie）
  - 歷史學系（UFR 09 - Histoire）
  - 哲學系（UFR 10 - Philosophie）

- 法律與政治學院（Sciences Juridiques et Politiques）
  - 行政法與公共部門學系（UFR 01 - Droit, Administration et Secteur Publics）
  - 商法學系（UFR 05 - Droit des Affaires）
  - 國際法與歐洲法學系（UFR 07 - Études internationales et européennes）
  - 政治學系（UFR 11 - Science politique）
  - 勞動及社會研究、社會及經濟行政與社會法學系（UFR 12 - Travail et Études sociales, AES et droit social）
  - 法律學系（UFR 26 - Études juridiques générales）

- 研究中心（Centres ou Instituts）
  - 高等觀光研究中心（IREST，Institut de Recherche et d'Études Supérieures du Tourisme）
  - 企業研究中心（IAE，Institut d'Administration des Entreprises de Paris）
  - 經濟與社會發展研究中心（IEDES，Institut d'Étude du Développement Économique et Social）
  - 巴黎第一大學人口統計研究中心（IDUP，Institut de Démographie de l'Université Paris I）
  - 勞工研究中心（ISST，Institut des Sciences Sociales du Travail）
  - 司法研究中心（IEJ，Institut d'Études Judiciaires）
  - 保險研究中心（IAP，Institut des Assurances de Paris）
  - 繼續教育中心（CEP，Centre d'Education Permanente）
  - 歐洲研究中心（CERES，Centre d'Études et de Recherches Européennes）

## 外部連結
- 巴黎第一大學 （页面存档备份，存于）